# Adolph van der Voort van Zijp
Adolph Dirk Coenraad van der Voort van Zijp (Sumatra, 1 de setembro de 1892 -  8 de março de 1978) foi um adestrador e oficial holandês, tricampeão olímpico.

## Carreira
Adolph van der Voort van Zijp representou seu país nos Jogos Olímpicos de 1924 e 1928, na qual conquistou a medalha de ouro no CCE por equipes, em 1924 e 1928, e no individual 1924.